# Vielha e Mijaran
Vielha e Mijaran là một đô thị trong tỉnh Lleida, cộng đồng tự trị quần đảo Canary Tây Ban Nha. Đô thị Vielha e Mijaran có diện tích là 206,44 ki-lô-mét vuông, dân số năm 2009 là 5636 người với mật độ 27,3 người/km². Đô thị Vielha e Mijaran có cự ly km so với tỉnh lỵ Lleida.